# 響の都
響の都（きょうのみやこ、英語: KYOTO OPERA FESTIVAL）は、京都市で2013年から開催されているオペラ公演。1回目と2回目は「オペラの祭典」、3回目は「オペラフェスティバル」という副題が付いている。また、2014年以降はこの催し（およびそれに類いするコンサート）を主催する一般財団法人の名称（響の都 オペラの祭典）ともなっている。

## 概要
2013年10月21日、京都市役所で、京都市長の門川大作やボローニャ市立歌劇場のフランチェスコ・エルナーニ総裁らが記者会見をおこない、オペラの公演を実施することを発表した。
発表に従い、同年10月23日に清水寺の「清水の舞台」を客席とする形で、ボローニャ市立歌劇場と日本芸術振興協会が制作したオペラ2作品を吉田裕史の指揮で上演した。鑑賞者は招待および公募で選ばれた200人であった。
第1回公演は、（横浜みなとみらいホールで別日程で開催された同一公演とともに）平成25年度文化庁国際芸術交流支援事業へ音楽部門の共同制作公演として採択された。
主催者の日本芸術振興協会と京都平安振興財団は2014年以降も継続する意向を示し、2014年9月に第2回として二条城で『蝶々夫人』の公演が2日間おこなわれた。
2015年は9月13日に京都国立博物館の特設ステージで吉田裕史の指揮により『道化師』が上演された。2015年の上演では主催者が「2015日伊オペラ国際共同制作実行委員会」（さわかみオペラ芸術振興財団）となり、過去2回の主催者であった日本芸術振興協会や京都平安振興財団ではなくなっている。また、過去2回と異なり、京都市長の共同記者会見で取り上げられなかった。
2016年は9月23日にホテルグランビア京都で「ボローニャ歌劇場フィルハーモニー特別演奏会　イタリアンオペラ・ガラ・ナイト」を一般財団法人「響の都 オペラの祭典」が主催したが、公演自体には「響の都」という名称は使用されていない。

## 名前の由来
プロジェクト名は、意見を集めた際に「響く」という言葉や「京都」という言葉が多く、二つの言葉を融合して命名された。